# Max Férandon
Ne doit pas être confondu avec Adrien Ferrandon.
Max Férandon, né en 1964 à Lavaufranche, est un écrivain franco-québécois.

## Biographie
Né en 1964 à Lavaufranche dans la région de la Creuse dans le centre de la France, Max Férandon habite au Québec depuis 1998.
La critique littéraire Suzanne Giguère a qualifié son écriture de «romans fleuris», «tant la corde à linge déborde d'imagination, de douce folie... et d'odeurs champêtres» tandis que l'écrivaine et critique Martine Desjardins la qualifie de «verve mutine» avec laquelle il prend «les mots comme terrain de jeu et l'imaginaire comme parc d'attractions». Enfin, le critique Christian Desmeules qualifie ses univers  de « légèrement fantaisistes, à la limite du bédéesque».
Il est lauréat du Festival du Premier Roman de Chambéry en 2014.

## Œuvres

### Romans
- Monsieur Ho, Québec, Éditions Alto, 2008, 169 p.  (ISBN 9782923550183 et 2923550188) (publié en France chez Carnets Nord-Éditions Montparnasse en 2013)
- La Corde à linge (roman jeunesse), Montréal, Éditions de la Bagnole, 2013, 171 p.  (ISBN 9782923342894 et 2923342895)
- Un lundi sans bruit, Québec, Éditions Alto, 2014, 187 p.  (ISBN 2896940979 et 9782896940974)
- Hors saison, Québec, Éditions Alto, 2017, 168 p.  (ISBN 978-2-89694-238-1)

### Collectifs
- La Roue et autres descentes, nouvelles, parues dans On a tous les jours cinq ans, recueil de nouvelles, Éditions Alto, 2010, 29 p.  (ISBN 9782923550404 et 2923550404)
- Neuf bonnes nouvelles d'ici et une bonne nouvelle d'ailleurs (à vous de trouver laquelle), texte Le chat de l'oncle Émile, nouvelle, Montréal, collectif aux Éditions de la Bagnole, 2014, 180 p.  (ISBN 9782897141103).

## Prix et honneurs
- 2009: finaliste au Prix des abonnés du Réseau des bibliothèques de la ville de Québec[8]
- 2014: lauréat du Festival du Premier Roman de Chambéry
- 2015: finaliste au prix France-Québec pour Un lundi sans bruit[9]